# Габрієла Гімарайнш
Габріела Брага Гімарайнш (порт. Gabriela Braga Guimarães; народилася 19 травня 1994 року), також відома як Габі — бразильська волейболістка догравальник. Срібна і бронзова призерка Олімпійських ігор і чемпіонатів світу. Переможниця турнірів Всесвітнього гран-прі, чемпіонатів Південної Америки, клубного чемпіонату світу, клубного чемпіонату Південної Америки і Ліги чемпіонів ЄКВ. Капітан національної збірної Бразилії.

## Клуби
| Роки      | Клуби                          |
| --------- | ------------------------------ |
| 2009—2012 | «Маккензі» (Белу-Орізонті)     |
| 2012—2018 | «Сеск» (Ріо-де-Жанейро)        |
| 2018—2019 | «Ітамбе-Мінас» (Белу-Орізонті) |
| 2019—2024 | «Вакіфбанк» (Стамбул)          |
| 2024—     | «Імоко» (Конельяно)            |

## Досягнення
У клубах
Клубний чемпіонат світу
- Перше місце (1): 2021
- Друге місце (4): 2013, 2017, 2018, 2022
- Третє місце (2): 2019, 2023

Клубний чемпіонат Південної Америки
- Перше місце (5): 2013, 2015, 2016, 2017, 2019
- Друге місце (1): 2018

Чемпіонат Бразилії
- Перше місце (6): 2013, 2014, 2015, 2016, 2017, 2019
- Друге місце (1): 2018

Кубок Бразилії
- Перше місце (3): 2016, 2017, 2019

Суперкубок Бразилії
- Перше місце (3): 2015, 2016, 2017

Ліга чемпіонів ЄКВ
- Перше місце (3): 2022, 2023, 2025
- Друге місце (1): 2021

Чемпіонат Туреччини
- Перше місце (2): 2021, 2022

Кубок Туреччини
- Перше місце (3): 2021, 2022, 2023

Суперкубок Туреччини
- Перше місце (2): 2021, 2023

Чемпіонат Італії
- Перше місце (1): 2025

Кубок Італії
- Перше місце (1): 2025

Суперкубок Італії
- Перше місце (1): 2024

У збірній
Олімпійські ігри
- Друге місце (1): 2021
- Третє місце (1): 2024

Чемпіонат світу
- Друге місце (1): 2022
- Третє місце (1): 2014

Всесвітнє гран-прі
- Перше місце (3): 2013, 2014, 2016
- Третє місце (1): 2015

Ліга націй
- Друге місце (4): 2019, 2021, 2022, 2025

Всесвітній кубок чемпіонів
- Друге місце (1): 2017

Чемпіонат Південної Америки
- Перше місце (4): 2013, 2015, 2021, 2023

## Статистика
Статистика на літніх Олімпійських іграх:
| Рік    | Турнір           | Ігри | Сети | Очки | Ср.  | Місце | Примітки |
| ------ | ---------------- | ---- | ---- | ---- | ---- | ----- | -------- |
| 2016   | Олімпійські ігри | 6    | 13   | 12   | 0,92 | 5     |          |
| 2021   | Олімпійські ігри | 8    | 28   | 106  | 3,79 | 2     |          |
| 2024   | Олімпійські ігри | 6    | 21   | 110  | 5,24 | 3     |          |
| Всього | Всього           | 20   | 62   | 228  | 3,68 |       |          |

У Лізі чемпіонів ЄКВ:
| Сезон   | Клуб                  | Турнір         | Ігри | Сети | Очки | Ср.  | Примітки |
| ------- | --------------------- | -------------- | ---- | ---- | ---- | ---- | -------- |
| 2019/20 | «Вакіфбанк» (Стамбул) | Ліга чемпіонів | 8    | 26   | 72   | 2,77 |          |
| 2020/21 | «Вакіфбанк» (Стамбул) | Ліга чемпіонів | 11   | 34   | 95   | 2,79 |          |
| 2021/22 | «Вакіфбанк» (Стамбул) | Ліга чемпіонів | 10   | 37   | 171  | 4,62 |          |
| 2022/23 | «Вакіфбанк» (Стамбул) | Ліга чемпіонів | 10   | 34   | 110  | 3,24 |          |
| 2023/24 | «Вакіфбанк» (Стамбул) | Ліга чемпіонів | 9    | 31   | 113  | 3,65 |          |
| 2024/25 | «Імоко» (Конельяно)   | Ліга чемпіонів | 8    | 24   | 69   | 2,87 |          |